# خايمي ألفارادو
خايمي ألفارادو (بالإسبانية: Jaime Alvarado)‏ هو لاعب كرة قدم كولومبي، ولد في 26 يوليو 1999 في سانتا مارتا في كولومبيا. لعب مع نادي واتفورد.

## وصلات خارجية
- خايمي ألفارادو على موقع قاعدة بيانات كرة القدم.إي يو (الإنجليزية)
- خايمي ألفارادو على موقع Soccerway.com (الإنجليزية)
- خايمي ألفارادو على موقع عالم كرة القدم.نت (الإنجليزية)